# Головецько (Самбірський район)

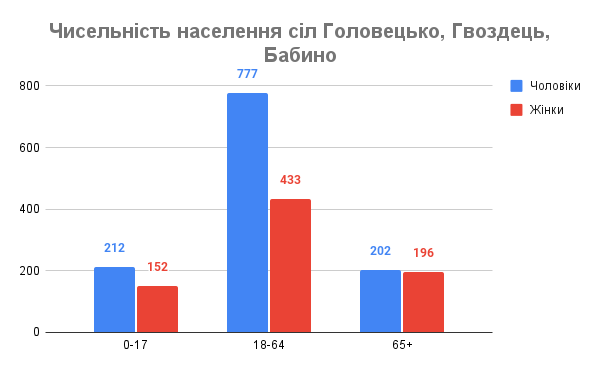
Чисельність населення сіл Головецько, Гвоздець, Бабино Стрілківської ОТГ, 2021.

Голове́цько — село Самбірського району Львівської області. Розташоване в Карпатах, на березі Дністра.
Населення — 1170 осіб (2001); станом на 2020 р. доросле населення складає 859 осіб.

## Назва
За роки радянської влади село в документах називали «Головецьке». 1989 р. селу повернули історичну назву.
Селом тече струмок Золотновець.

## Історія
Перша збережена письмова згадка датується 1515 роком.
Збереглася легенда про наїзд татар у 16 ст. (біля села є урочище «Підтатарин» зі стародавньою каплицею). За переказами, у цьому місці було побито татарський загін і визволено людей, яких татари гнали в неволю.
Село розкидане, складається з кількох колишніх хуторів: Бабино, Шляхта, Підтатарином, Золотнівець, Гвоздець та самого давнього села Головецького. Кожна з цих назв має своє народне пояснення.
Між селами Головецьке і Дністрик над Дністром колись існувала каменярня. Тут до I Світової війни вівся промисловий видобуток так званого тесаного каменя. На літо сюди приїжджали з Австрії фахівці з обробки каменю. Скелю підривали динамітом, і з кам'яних брил на місці витісували блоки, сходи, художні прикраси для домів різних міст. Звідси підводами везли готову продукцію на залізничну станцію до села Стрілок, звідки поїздами відправляли замовникам.
У ХІХ столітті селище мало власну символіку — печатку з символом, що відтворював назву громади: зображенням відтятої голови святого Івана Предтечі на тарелі.
Станом на 1904 р. громада Головецьке (Головецьке Долішнє й Горішнє) налічувала 1792 мешканці. Селище на той час перебувало у власності графині Зофії Водзіцької.
При виході з села стоїть стара криниця за назвою «Студня Кузьміна». На її кам'яному цямринні вибитий лев на щиті, над яким стоїть надпис: «Герб Руси». За австрійських часів був у селі війт Кузьмін (1892-1914), який добре дбав про село, укріплював береги Дністра, щоб води не шматували селянські землі, турбувався розвитком тваринництва та в цілому сільського господарства. Кузьмін вибудував будинок із кількома кімнатами і прийняв до себе читальню "Просвіти", яка активно працювала, а також відкрив сільську крамницю. Окрім того, побудував своїм коштом криницю, на якій помістив тогочасний герб Русі (України). Восени 1914 року австрійська військова влада його заарештувала і разом з іншими галичанами вивезла в Австрію до концентраційного табору Талергоф. Там Кузьмін помер.
У 1926 році в селі діяла школа (лише перший клас), староство - у Старому Самборі (28 км), пошта і залізниця - у Стрілках (12 км).

#### Засідка на большевицьких головачів з Києва і Москви 1949 р.
Бої УПА 21.05.1949 о 19,20 год. друга група під командою ст. віст. К., зробила при шляху між сс. Головецьке — Гвоздець засідку на старшин МГБ в області, що поверталися з облави.
20. 5. 1949 о 21 год. перша група пвд під к-дою хор. О. зробила засідку на автомашини, що везли большевицьких головачів-делеґатів, які приїхали на контролю пограничних районів та поверталися з наради в м. Турка. Засідку зроблено в самому райцентрі Стрілки. Опис засідки: 19. 5. 1949 р. к-р відтинку зробив відправу з пвд. Маючи дані, що в терені районів Турка, Стрілки, Старий Самбір вздовж шляху та обабіч його в лісах переводить облави та чистку терену якийсь полк МҐБ з Дрогобича, к-р відтинка прийшов до висновку, що шляхом напевно будуть переїжджати якісь большевицькі достойники, бо облави переводить спеціяльно висланий з Дрогобича полковник МҐБ і то виключно обабіч шляху. В додатку донесено, що в напрямі м. Турка поїхали якісь головачі в лімузині під охороною трьох автомашин, нагружених спецбоївками. Хор. О. дістає наказ за будь-яку ціну підсунутися в райцентр із свосю групою та вечором 20. 5. обстріляти під світлом ракет лімузину, що повертатиме під охороною трьох автомашин емведистів. Рівно ж дістає наказ ст. віст. К. із своєю групою залізти в багно та маленькі кущики при самому шляху між сс. Головецьке-Гвоздець і ждати тільки на лімузину, а більш нікого не зачіпати.

20. 5. хор О. із своїм з’єднанням пересидів в лісі, а коли стало смеркати, помимо великого руху на шляху і приявности большевицьких груп в лісі та на шляху, підсунувся в маленькі корчики біля шляху самого райцентру Стрілки, де заляг, ожидаючи ворога. Не минуло 10 хвилин, як на шляху показалася перша грузова автомашина, на якій була орхестра і спецбоївка силою ЗО людей. У віддалі 15 м. першої машини, над’їхала друга грузова машина, навантажена большевиками. Відтак за нею їхала свобідно лімузина, в ній кількох череватих старшин в уніформах і цивільних одягах. За цією машиною їхала четверта грузова машина, також навантажена большевиками. Коли хор. О. дав наказ вистрілити ракети і відкрити вогонь тільки по лімузині, вся зброя заграла барабанним вогнем. Всіх головачів побито, лімузина заїхала в рів і з неї почав куритися дим. Коли ця вже була готова, хор. О. дав наказ відкрити вогонь по другій машині і бігцем відступати. Ворог був так перестрашений несподіваним ударом в райцентрі, що бандити з першої і другої машини стали панічно втікати в район в напрямі будинку МҐБ, інші залягли в ровах та віддали кілька черг з автоматів. Тільки пвд вийшов на гору, а вже на місці засідки з’явилися три танкетки, одна з райцентру Стрілки, друга з райцентру Старий Самбір, а третя та, що приїхала була із згаданими головачами і ждала в райцентрі Стрілки. Ворожі втрати: 18 вбитих і невідоме число поранених. Між убитими делегати з Москви і Києва, що приїхали на контролю пограничних районів (в міжчасі до м. Турка від сторони Славська приїздив також зрадник Гречуха з Києва, який, однак, через Стрілки не поверстався). Ворожі сили около 100 людей. Постанці втрат не мали. На підставі розвідки, переведеної після тієї засідки, чотирьох убитих забрано до Києва. Ворог свої втрати так законспірував, що помимо зусиль розвідки, хто впав, не вдалося цього ствердити. Те, що ворог поніс втрати, підслухали в райкомпартії, а на місці засідки залишились купи пороху, вимішаного з кров’ю, повно ґудзиків та подіравлені дві автомашини. Пвд стріляв з віддалі ЗО метрів. Після засідки ніччю, а потім в день ворог переводив великі облави при співучасті сил, що під’їхали з мм. Самбора і Турки.
У радянський час Головецькій сільраді було також підпорядковане село Бабина. Також у селі був відділок радгоспу "Стрілківський", земельні угіддя якого складали 1845 га, виробничий напрям - льонарсько-тваринницький. Відбувалися соціалістичні змагання з трудівниками Мшанецького відділку.
Також у селі була 8-річна школа, бібліотека, клуб. "На громадських засадах працю' кабінет політичної освіти".

### Незалежність (з 1991 р. - до тепер)
У 2019-2020-х роках жителі села Головецько брали активну участь в організації "Бойківського майдану" або ж "Акції гідності на дорозі" - мирних акція протесту та громадянської непокори з вимогою капітального ремонту дороги Стрілки-Мшанець.
У 2020 р. село ввійшло до складу Стрілківської територіальної громади, ставши старостинським центром для 10 інших сіл.
У 2023 р. село Головецько разом із довколишніми селами ввійшло до мережі історико-туристичних маршрутів "БойкоМандри", яка створюється за підтримки УКФ та Стрілківської територіальної громади. 

## Населення
Станом на 1904 р. громада Головецьке (Головецьке Долішнє й Горішнє) налічувала 1792 мешканці.
У 1926 р. в матірній церкві було 1356 душ, "жид." - 10 родин.
У 1921 р. в селі проживало 1635 осіб. 
У 1968 р. в селі проживало 705 чоловік.
У 1990 р. в селі мешкало 1900 осіб і було 470 дворів.
У 2001 р. — 1170 осіб.
У 2020 р. доросле населення складає 859 осіб.

## Пам'ятки

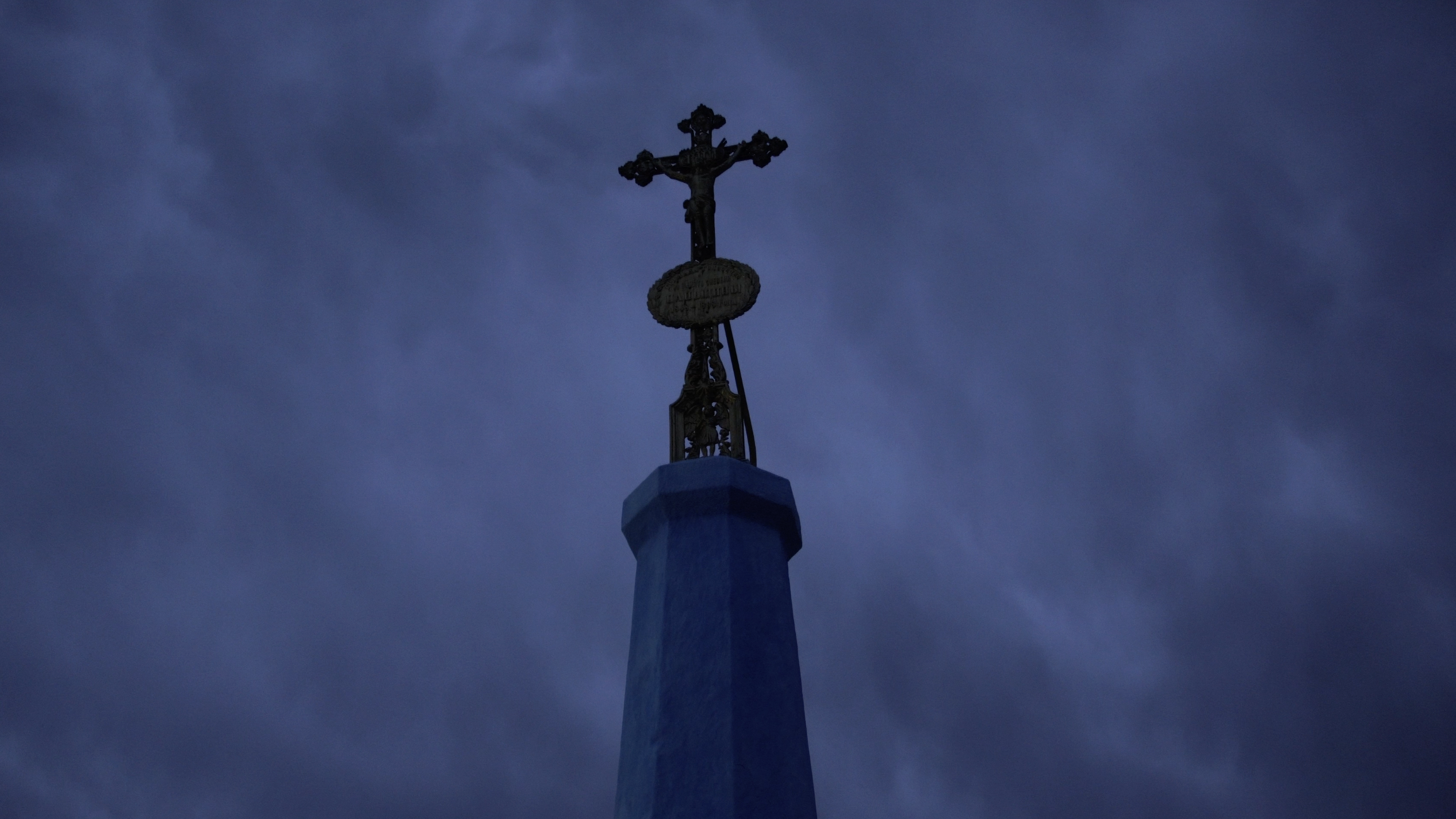
Хрест Свободи у Головецькім. Світлина зроблена в рамках проєкту "БойкоМандри". 2023.

### Хрест Свободи у Головецькім
На західному кінці села на роздоріжжі біля лісу в урочищі «Магура» стоїть Хрест Свободи, встановлений місцевою громадою с. Головецьке у 1898 р. за війтівства Івана Кузьмина (1892-1914) до 50-ліття скасування панщини. Це один із небагатьох, який не був знесений за радянських часів, і один із найвисотніших хрестів такого типу. На хресті напис: «Громада Головецько. В память скасування паньшины. 1848—1898 год». Під хрестом закопані документи, що засвідчують право власності панів на землю села. Панщина на Галичині була відмінена 15 травня 1848 року цісарем Фердинандом I. Відтоді в пам’яті галичан особа цісаря асоціювалася з захисником їхніх прав. А в галицьких селах ставили «Хрести Свободи» та урочисто відзначали ювілеї знесення панщини.. 

### Замок на горі Пагор
На горі Пагор був замок. В 1989 р. ще виднілись вали.

### Пам'ятний знак з нагоди звільнення від комуністичного режиму

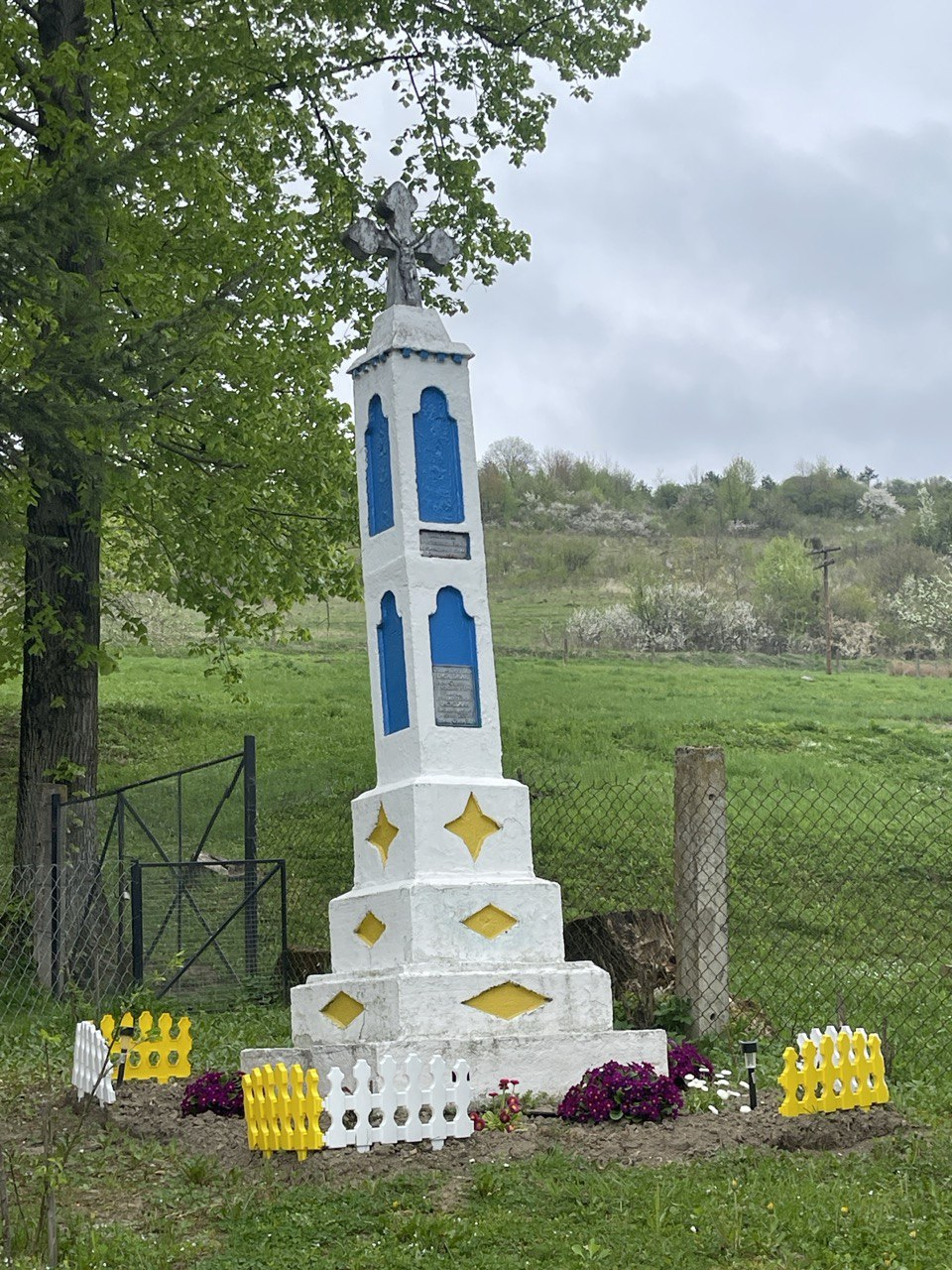
Пам'ятний знак з нагоди звільнення від комуністичного режиму. Світлина зроблена в рамках проєкту БойкоМандри. 2024 рік.

При дорозі стоїть пам'ятний знак з нагоди звільнення від комуністичного режиму 24.08.1991 із надписом: «Обіцянку Богу дала ГАСИДЖАК Анна Федорівна, що походить із Бечів. Виконав (фундатор) її син ГАСИДЖАК Василь Іванович 24 серпня 2001 року. Велика Слава Богу».

## Церква св. Йоана Хрестителя 1890 року

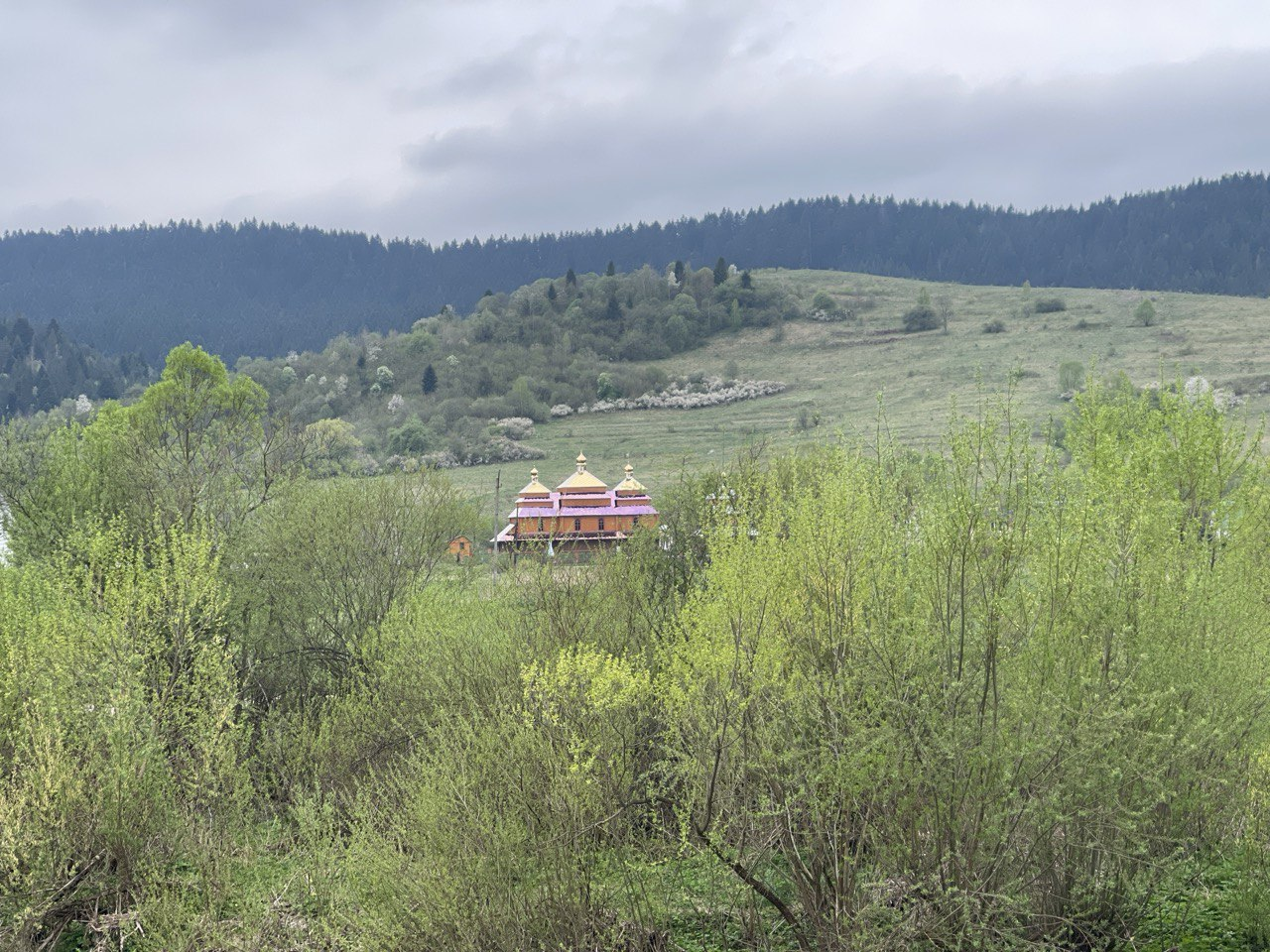
Церква Собору Св. Йоана Хрестителя. Світлина зроблена в рамках проєкту "БойкоМандри". 2024 рік.

Сучасна будівля збудована у 1890 році. Цікавим є факт, що святиня, датована кінцем ХІХ ст., була побудована за типом бойківських церков XVII ст. Можливо, що попередня була тільки ґрунтовно відремонтована або розбудована.
Попередня церква була збудована перед 1500 роком (за деякими даними, вона була першою у цій частині гір), яка була самотня посеред лісів при малому монастирі. На Пасху приходили до неї нечисленні вірні далеких осад в горах (серед інших - з долини, де повстала пізніше Турка).
У Шематизмі Греко-католицького Духовенства злучених єпархій Перемиської, Самбірської і Сяноцької на 1926 рік подано, що парохом Головецька був о. Паращак Теодор (Ільчищів), 1890 року народження, родом із Мшанця (ймовірно, вихованець о. Михайла Зубрицького), рукоположений у 1917 році, душпастирював у Головецькім з 1922 року. Церковний патронат: Матильда Рідель - Рідельштайн у Відні.
Шематизм на 1926 рік подає, що: "Огороду 50 а, поля 27 га, луки 5 га, неужитого 3 га, лісу 23 га. Будинки будуються".

## Церква-каплиця Співстраждання Пресвятої Богородиці
На парафії є мурована богослужебна каплиця Співстраждання Пресвятої Богородиці, збудована на ріці Дністер (в оригінальній вимові - "Сострадання Пресвятої Богородиці"). Найстаріші джерела подають, що каплиця була мурована, і лише в пізнішім часі добудовано до неї дерев'яний бабинець.
Шематизми та інвентарі подають різні дати її збудування – 1855 або ж 1835 рік, однак, за здогадками Василя Слободяна, зважаючи на її план і пропорції, постала вона десь у XVII – поч. XVIII ст., а у 1855 році, скоріш за все, була суттєво обновлена.
Після приходу комуністів та ліквідації ними УГКЦ стояла зачиненою. Двічі радянська атеїстична влада намагалася використати її як склад для міндобрив чи бібліотеку, але завдяки Божому промислу та старанням селян святиня не зазнала осквернення. У 1970-хpp. згоріла. Відновлена мешканцями у 1989 р.
У 2009 році громада оновила каплицю, тоді її освятив преосвященний Ярослав (Приріз), єпископ Самбірсько-Дрогобицької єпархії УГКЦ.
На території каплиці є "літній вівтар", криниця, чаша для освячення води та хрест з нагоди 1000-ліття охрещення Русі. На воротах маленька дзвіниця. Через Дністер до каплиці веде металевий підвісний міст.

## Цікаві факти
У 2021 році музичний гурт "Самбірчани" зняв музичний кліп "Віз скрипить" у селі Головецько.

## Відомі люди

Микола Дудич

- Головецький Василь Миколайович — український поет, заслужений журналіст України
- Микола ДудичДудич Микола Васильович — районовий провідник ОУН. Автор пісні «Повстанська могила».
- У 1925 р. в Головецьку вчителювала Людмила Володиславівна Крушельницька — рідна сестра письменника, педагога, міністра освіти УНР Антона Крушельницького. У серпні 1925 р. в неї гостювали її племінники — Володимира і Богдан Крушельницькі.

- Беч Дмитро Іванович — футболіст ФК Едіс Сіде (2015—2019) :https://edisside.jimdofree.com/ [Архівовано 18 квітня 2021 у Wayback Machine.]